# Dấu chân sinh thái
Dấu chân sinh thái (thuật ngữ tiếng Anh: ecological footprint) là một thuật ngữ mới được sử dụng vào những năm 1990 bởi các nhà khoa học thuộc trường Đại học British Columbia là William E.Rees và Mathis Wackernagel. Theo đó, dấu chân sinh thái là một thước đo nhu cầu về các diện tích đất, nước có khả năng cho năng suất sinh học cần thiết để cung cấp thực phẩm, gỗ cho con người, bề mặt xây dựng cơ sở hạ tầng, diện tích hấp thụ cacbon dioxide, khả năng chứa đựng và đồng hóa chất thải.
Loài người đang khai thác tài nguyên thiên nhiên vốn có để phục vụ cho lợi ích của mình. Theo các nhà khoa học, Trái Đất có khả năng tái tạo lại những gì con người đã khai thác. Điều này là hoàn toàn đúng đắn vì những gì con người đang khai thác cũng là những gì Trái Đất đã tạo ra. Tuy nhiên, khả năng tái tạo của Trái Đất là có hạn, nếu con người khai thác tài nguyên vượt quá khả năng tái tạo của Trái Đất thì Trái Đất sẽ rơi vào trình trạng quá tải, nghĩa là không thể tái tạo đủ những gì con người khai thác.
Người ta đưa ra đơn vị Gha tương ứng với một Ha đất tiêu chuẩn. Theo đó thì một Gha hay một Ha đất tiêu chuẩn này sẽ có khả năng cung ứng một lượng vật chất tự nhiên cho con người. Nếu con người càng khai thác quá đà thì lượng Gha sẽ càng giảm. Hầu như các nước đều sử dụng quá dấu chân sinh thái của đất nước mình.